# De Gaulle (film)
De Gaulle je francouzský hraný film z roku 2020, který režíroval Gabriel Le Bomin podle vlastního scénáře. Snímek měl světovou premiéru dne 5. února 2020.

## Děj
V květnu 1940 je Charles de Gaulle, nově jmenovaný brigádní generál, je nucen čelit vojenskému a politickému kolapsu Francie. Oponuje poraženectví vlády, částečně ztělesněné Philippem Pétainem. Po útěku do Bordeaux s některými členy vlády se Charles de Gaulle vydává do Londýna, aby požádal Winstona Churchilla o pomoc a pokusil se udržet boj. Jeho žena Yvonne musí opustit dům v Colombey les Deux Églises. Ocitá se se svými třemi dětmi v exilu a musí uniknout před příchodem Němců. Nejprve odjíždí do Loiretu, poté do Carantecu v Bretani, odkud opouští zemi na lodi. Exodus je těžký, zvláště pro nejmladší z rodiny, Anne, která má Downův syndrom. Generál z Londýna udělá vše pro motivaci vojáků. Dne 18. června pronáší rozhlasovou výzvu na BBC. Další den se shledává se svou rodinu.

## Obsazení
| Lambert Wilson            | Charles de Gaulle                  |
| Isabelle Carré            | Yvonne de Gaulle                   |
| Olivier Gourmet           | Paul Reynaud                       |
| Pierre Hancisse           | Geoffroy Chodron de Courcel        |
| Catherine Mouchet         | Marguerite Potel                   |
| Sophie Quinton            | Suzanne Rerolle                    |
| Gilles Cohen              | Georges Mandel                     |
| Alain Lenglet             | generál Maxime Weygand             |
| Laurent Stocker           | Jean Laurent                       |
| Philippine Leroy-Beaulieu | Hélène de Portes                   |
| Tim Hudson                | Winston Churchill                  |
| Nicolas Vaude             | Paul Baudouin                      |
| Philippe Laudenbach       | Philippe Pétain                    |
| Clémence Hittin           | Anne de Gaulle                     |
| Lucie Rouxel              | Élisabeth de Gaulle                |
| Félix Back                | Philippe de Gaulle                 |
| Évelyne Buyle             | Richard                            |
| Marilou Aussilloux        | Élisabeth de Miribel               |
| Victor Belmondo           | Claude Hettier de Boislambert      |
| Stanislas Hittin          | Jacques-Henri Rerolle              |
| Amicie Hittin             | Marguerite Rerolle                 |
| Bernard Lanneau           | doktor Turpin                      |
| Andrew Bicknell           | generál Edward Spears              |
| Claudine Acs              | Jeanne de Gaulle, generálova matka |
| Philippe Dusseau          | Jacques Corbin                     |
| Jacques Roehrich          | Jean Monnet                        |

## Ocenění
- Filmový festival v Cabourgu: Zlatá labuť pro nejlepšího herce (Lambert Wilson)
- César: nominace v kategoriích nejlepší herec (Lambert Wilson), nejlepší kostýmy (Anaïs Romand a Sergio Ballo), nejlepší výprava (Nicolas De Boiscuilé)